# 王爱民 (1958年)
王爱民（1958年1月—），男，河北南和人，中华人民共和国政治人物。河北机电学院（现并入河北科技大学）自动化系电机专业毕业，新加坡南洋理工大学商学院管理经济学专业理学硕士，天津大学管理科学与工程专业管理学博士。

## 生平
1991年加入中国共产党。历任河北省计经委干事、副主任科员、主任科员、副处长，河北省机械厅副厅长，邢台市副市长，河北省科学技术厅厅长，中共廊坊市委副书记、代市长、市长等职。2008年当选为第十一届全国人大代表。2011年12月调任中共邢台市委书记。2014年9月3日因严重违法违纪被中纪委调查。